# Copa América 1967
De Copa América 1967 (eigenlijk Zuid-Amerikaans voetbalkampioenschap 1967, want de naam Copa América wordt pas vanaf 1975 gedragen) was een toernooi gehouden in Uruguay van 17 januari tot 2 februari 1967.
Voor het eerst was er een kwalificatie voor het toernooi. Colombia en Ecuador werden door deze kwalificatie uitgeschakeld. Chili en Paraguay trokken zich terug.
De deelnemende landen waren Argentinië, Bolivia, Chili, Paraguay, Uruguay en Venezuela (1ste keer).

## Kwalificatieronde
|                                     |                                                         |       |                      |                                                                                  |
| 30 november 1966 «onderlinge duels» | Chili                                                   | 5 – 2 | Colombia             | Nationaal Stadion, Santiago Toeschouwers: 80.000 Scheidsrechter: Arturo Yamasaki |
| 30 november 1966 «onderlinge duels» | Araya 7' Campos 23' Prieto 40' (pen.), 49' Saavedra 61' |       | Gamboa 71' Cañón 72' | Nationaal Stadion, Santiago Toeschouwers: 80.000 Scheidsrechter: Arturo Yamasaki |

|                                     |          |                  |       |                                                                                |
| 11 december 1966 «onderlinge duels» | Colombia | 0 – 0 (2–5 agg.) | Chili | Estadio El Campín, Bogotá Toeschouwers: 17.000 Scheidsrechter: Arturo Yamasaki |
| 11 december 1966 «onderlinge duels» |          |                  |       | Estadio El Campín, Bogotá Toeschouwers: 17.000 Scheidsrechter: Arturo Yamasaki |

Chili gekwalificeerd voor het hoofdtoernooi.
|                                     |                       |       |                              |                                                                                 |
| 21 december 1966 «onderlinge duels» | Ecuador               | 2 – 2 | Paraguay                     | Estadio Modelo, Guayaquil Toeschouwers: 47.000 Scheidsrechter: Duval Goicoechea |
| 21 december 1966 «onderlinge duels» | Carrera 56' Muñoz 58' |       | Rojas 85' (pen.) Apocada 88' | Estadio Modelo, Guayaquil Toeschouwers: 47.000 Scheidsrechter: Duval Goicoechea |

|                                     |                                      |                  |                   |                                                                                     |
| 28 december 1966 «onderlinge duels» | Paraguay Mora 7', 10' Del Puerto 60' | 3 – 1 (5–3 agg.) | Ecuador Muñoz 81' | Estadio Manuel Ferreira, Asunción Toeschouwers: 25.000 Scheidsrechter: César Orozco |
| 28 december 1966 «onderlinge duels» |                                      |                  |                   | Estadio Manuel Ferreira, Asunción Toeschouwers: 25.000 Scheidsrechter: César Orozco |

Paraguay gekwalificeerd voor het hoofdtoernooi.

## Deelnemende landen
| Land        | Aantal deelnames | Huidig aantal deelnames op rij | Vorige deelname |
| ----------- | ---------------- | ------------------------------ | --------------- |
| Argentinië  | 26ste            | 7                              | 1963            |
| Bolivia (t) | 10de             | 2                              | 1963            |
| Chili       | 22ste            | 1                              | 1959 (A)        |
| Paraguay    | 20ste            | 4                              | 1963            |
| Uruguay (g) | 27ste            | 1                              | 1959 (E)        |
| Venezuela   | 1ste             | -                              | -               |

- (g) = gastland
- (t) = titelverdediger

## Stadion
| Montevideo                            | · Montevideo |
| Estadio Centenario Capaciteit: 65.235 | · Montevideo |
|                                       | · Montevideo |

## Scheidsrechters
De organisatie nodigde in totaal 5 scheidsrechters uit voor 15 duels. Tussen haakjes staat het aantal gefloten duels tijdens de Copa América 1967.

## Eindstand
| Land       | Wed | Win | Gel | Ver | DV | DT | +/− | Pnt |
| ---------- | --- | --- | --- | --- | -- | -- | --- | --- |
| Uruguay    | 5   | 4   | 1   | 0   | 13 | 2  | +11 | 9   |
| Argentinië | 5   | 4   | 0   | 1   | 12 | 3  | +9  | 8   |
| Chili      | 5   | 2   | 2   | 1   | 8  | 6  | +2  | 6   |
| Paraguay   | 5   | 2   | 0   | 3   | 9  | 13 | –4  | 4   |
| Venezuela  | 5   | 1   | 0   | 4   | 7  | 16 | –9  | 2   |
| Bolivia    | 5   | 0   | 1   | 4   | 0  | 9  | –9  | 1   |

## Wedstrijden
Elk land speelde één keer tegen elk ander land. De puntenverdeling was als volgt:
- Twee punten voor winst
- Eén punt voor gelijkspel
- Nul punten voor verlies

|                                    |                                                                |       |         |                                                                            |
| 13 januari 1967 «onderlinge duels» | Uruguay                                                        | 4 – 0 | Bolivia | Centenario, Montevideo Toeschouwers: 15.000 Scheidsrechter: Isidro Ramírez |
| 13 januari 1967 «onderlinge duels» | Rocha 5' Montero Castillo 44' Troncoso 55' (e.d.) Oyarbide 81' |       |         | Centenario, Montevideo Toeschouwers: 15.000 Scheidsrechter: Isidro Ramírez |

|                                    |                 |       |           |                                                                           |
| 18 januari 1967 «onderlinge duels» | Chili           | 2 – 0 | Venezuela | Centenario, Montevideo Toeschouwers: 7.000 Scheidsrechter: Isidro Ramírez |
| 18 januari 1967 «onderlinge duels» | Marcos 12', 41' |       |           | Centenario, Montevideo Toeschouwers: 7.000 Scheidsrechter: Isidro Ramírez |

|                                    |                                                   |       |          |                                                                        |
| 18 januari 1967 «onderlinge duels» | Argentinië                                        | 4 – 1 | Paraguay | Centenario, Montevideo Toeschouwers: 12.000 Scheidsrechter: Mario Gasc |
| 18 januari 1967 «onderlinge duels» | Mas 23' Bernao 71' Artime 73' Albrecht 89' (pen.) |       | Mora 67' | Centenario, Montevideo Toeschouwers: 12.000 Scheidsrechter: Mario Gasc |

|                                    |                                      |       |           |                                                                               |
| 21 januari 1967 «onderlinge duels» | Uruguay                              | 4 – 0 | Venezuela | Centenario, Montevideo Toeschouwers: 7.000 Scheidsrechter: Eunápio de Queiroz |
| 21 januari 1967 «onderlinge duels» | Urruzmendi 5', 34' Oyarbide 62', 68' |       |           | Centenario, Montevideo Toeschouwers: 7.000 Scheidsrechter: Eunápio de Queiroz |

|                                    |            |       |         |                                                                               |
| 22 januari 1967 «onderlinge duels» | Argentinië | 1 – 0 | Bolivia | Centenario, Montevideo Toeschouwers: 6.000 Scheidsrechter: Eunápio de Queiroz |
| 22 januari 1967 «onderlinge duels» | Bernao 67' |       |         | Centenario, Montevideo Toeschouwers: 6.000 Scheidsrechter: Eunápio de Queiroz |

|                                    |                                 |       |                         |                                                                              |
| 22 januari 1967 «onderlinge duels» | Chili                           | 4 – 2 | Paraguay                | Centenario, Montevideo Toeschouwers: 6.000 Scheidsrechter: Roberto Goicochea |
| 22 januari 1967 «onderlinge duels» | Gallardo 9', 44' Araya 72', 81' |       | Riveros 62' Apocada 85' | Centenario, Montevideo Toeschouwers: 6.000 Scheidsrechter: Roberto Goicochea |

|                                    |                          |       |         |                                                                           |
| 25 januari 1967 «onderlinge duels» | Paraguay                 | 1 – 0 | Bolivia | Centenario, Montevideo Toeschouwers: 5.000 Scheidsrechter: Enrique Marino |
| 25 januari 1967 «onderlinge duels» | Arístides Del Puerto 14' |       |         | Centenario, Montevideo Toeschouwers: 5.000 Scheidsrechter: Enrique Marino |

|                                    |                                               |       |             |                                                                       |
| 25 januari 1967 «onderlinge duels» | Argentinië                                    | 5 – 1 | Venezuela   | Centenario, Montevideo Toeschouwers: 2.500 Scheidsrechter: Mario Gasc |
| 25 januari 1967 «onderlinge duels» | Artime 18', 65', 88' Carone 26' Marzolini 50' |       | Santana 72' | Centenario, Montevideo Toeschouwers: 2.500 Scheidsrechter: Mario Gasc |

|                                    |                        |       |                        |                                                                            |
| 26 januari 1967 «onderlinge duels» | Uruguay                | 2 – 2 | Chili                  | Centenario, Montevideo Toeschouwers: 30.000 Scheidsrechter: Isidro Ramírez |
| 26 januari 1967 «onderlinge duels» | Rocha 15' Oyarbide 68' |       | Gallardo 2' Marcos 37' | Centenario, Montevideo Toeschouwers: 30.000 Scheidsrechter: Isidro Ramírez |

|                                    |                                    |       |         |                                                                        |
| 28 januari 1967 «onderlinge duels» | Venezuela                          | 3 – 0 | Bolivia | Centenario, Montevideo Toeschouwers: 11.000 Scheidsrechter: Mario Gasc |
| 28 januari 1967 «onderlinge duels» | Scovino 59' Santana 67' Ravelo 84' |       |         | Centenario, Montevideo Toeschouwers: 11.000 Scheidsrechter: Mario Gasc |

|                                    |                        |       |       |                                                                            |
| 28 januari 1967 «onderlinge duels» | Argentinië             | 2 – 0 | Chili | Centenario, Montevideo Toeschouwers: 14.000 Scheidsrechter: Isidro Ramírez |
| 28 januari 1967 «onderlinge duels» | Sarnari 36' Artime 80' |       |       | Centenario, Montevideo Toeschouwers: 14.000 Scheidsrechter: Isidro Ramírez |

|                                    |                          |       |          |                                                                        |
| 29 januari 1967 «onderlinge duels» | Uruguay                  | 2 – 0 | Paraguay | Centenario, Montevideo Toeschouwers: 17.000 Scheidsrechter: Mario Gasc |
| 29 januari 1967 «onderlinge duels» | Pérez 32' Urruzmendi 66' |       |          | Centenario, Montevideo Toeschouwers: 17.000 Scheidsrechter: Mario Gasc |

|                                    |       |       |         |                                                                              |
| 1 februari 1967 «onderlinge duels» | Chili | 0 – 0 | Bolivia | Centenario, Montevideo Toeschouwers: 1.500 Scheidsrechter: Roberto Goicochea |
| 1 februari 1967 «onderlinge duels» |       |       |         | Centenario, Montevideo Toeschouwers: 1.500 Scheidsrechter: Roberto Goicochea |

|                                    |                                                 |       |                                   |                                                                           |
| 1 februari 1967 «onderlinge duels» | Paraguay                                        | 5 – 3 | Venezuela                         | Centenario, Montevideo Toeschouwers: 1.500 Scheidsrechter: Enrique Marino |
| 1 februari 1967 «onderlinge duels» | González 11' Rojas 16', 29' Mora 22' Colmán 81' |       | Mendoza 3' Santana 77' Ravelo 89' | Centenario, Montevideo Toeschouwers: 1.500 Scheidsrechter: Enrique Marino |

|                                    |           |       |            |                                                                        |
| 2 februari 1967 «onderlinge duels» | Uruguay   | 1 – 0 | Argentinië | Centenario, Montevideo Toeschouwers: 65.000 Scheidsrechter: Mario Gasc |
| 2 februari 1967 «onderlinge duels» | Rocha 74' |       |            | Centenario, Montevideo Toeschouwers: 65.000 Scheidsrechter: Mario Gasc |

|                    |
| Vlag van Uruguay   |
| URUGUAY 11de titel |

## Doelpuntenmakers
5 doelpunten
- Luis Artime

4 doelpunten
- Jorge Oyarbide

3 doelpunten
- Julio Gallardo
- Rubén Marcos

- José Urruzmendi
- Pedro Rocha

- Rafael Santana

2 doelpunten
- Raúl Bernao
- Pedro Araya

- Celino Mora
- Juan Carlos Rojas

- Antonio Ravelo

1 doelpunt
- Juan Carlos Carone
- Juan Carlos Sarnari
- Oscar Mas
- Rafael Albrecht
- Silvio Marzolini

- Antonio González
- Arístides Del Puerto
- Benigno Apocada
- Juan Francisco Riveros
- Ramón Colmán

- Domingo Pérez
- Julio Montero Castillo
- Humberto Scovino
- Luis Mendoza

Eigen doelpunt
- Roberto Troncoso (Tegen Uruguay)

1916 · 
1917 · 
1919 · 
1920 · 
1921 · 
1922 · 
1923 · 
1924 · 
1925 · 
1926 · 
1927 · 
1929 · 
1935 · 
1937 · 
1939 · 
1941 · 
1942 · 
1945 · 
1946 · 
1947 · 
1949 · 
1953 · 
1955 · 
1956 · 
1957 · 
1959 · 
1959 · 
1963 · 
1967 · 
1975 · 
1979 · 
1983 · 
1987 · 
1989 · 
1991 · 
1993 · 
1995 · 
1997 · 
1999 · 
2001 · 
2004 · 
2007 · 
2011 · 
2015 · 
2016 ·
2019 ·
2021 ·
2024